# Plante un arbre
Plante un arbre est le premier album de la Chanson du Dimanche sorti en 2009. Il est enregistré à Bamako (Mali) et dans les rues de Paris.
Les 10 000 premiers albums sont vendus avec une graine de tournesol géant à planter.

## Titres
1. Bonne humeur
2. Super pouvoir d'achat
3. 8 200 200
4. OGMan
5. Horoscope
6. Comme un lundi
7. Coca light
8. Standing ovation
9. Nicolas et Rachida
10. O Barack
11. Sunday song
12. Petit cheminot
13. Piscine love
14. Avancé-collé

En insérant le CD dans son ordinateur, il est possible d'accéder à « l'Opendisc » de la Chanson du Dimanche où il est possible d'écouter une chanson non présente sur le CD.